# Karim Bellarabi
Karim Bellarabi (arabsky كريم بلعربي‎; * 8. dubna 1990, Berlín, Západní Německo) je německý fotbalový záložník a reprezentant s ghansko-marockými kořeny, v současnosti působí v německém klubu Bayer 04 Leverkusen.
Otec pochází z Ghany, matka z Maroka.

## Klubová kariéra
V sezóně 2014/15 vstřelil historicky nejrychlejší branku v německé Bundeslize, podařilo se mu to 23. srpna 2014 v úvodním kole proti domácí Borussii Dortmund (výhra 2:0), skóroval za Leverkusen v 9. sekundě hry (předchozí rekord byl 11 sekund).

## Reprezentační kariéra
Bellarabi reprezentoval Německo v mládežnických kategoriích U20, U21.
V A-týmu Německa debutoval 11. října 2014 ve Varšavě pod trenérem Joachimem Löwem v kvalifikaci na EURO 2016 proti Polsku (prohra 0:2 – vůbec první porážka Německa v historii vzájemných zápasů s Polskem). Nastoupil v základní sestavě a odehrál kompletní střetnutí. Dostal se do několika seriózních příležitostí, žádnou z nich neproměnil.